# ジム・ライトボディ
ジム・ライトボディ（James ("Jim") Davies Lightbody、1882年3月15日 - 1953年3月2日）は、アメリカ合衆国の元陸上競技選手。中距離種目の選手として1904年セントルイスオリンピックと1908年ロンドンオリンピックに出場。セントルイス大会では3つの金メダルと1つの銀メダルを獲得している。

## 経歴
セントルイスオリンピックでのライトボディは特に優勝候補と目されていたわけではなかったが、金メダル3つの獲得に成功する。
まず、2500m障害で金を、次いで800mで、最後の1500mでは4分05秒4の世界新記録を出し、3つの金メダルを獲得した。1500mで世界新記録を出したその日、4マイル団体にシカゴチームの一員として参加し、銀メダルを獲得した。
1905年には、全米体育協会の800mと1500mの2種目を制覇する。そして、1906年のオリンピック中間年に行われた大会では1500mを制し、800mでは銀メダルを獲得した。
1908年にはロンドンオリンピックに参加する。しかし、この大会での成績は、前回大会で金メダルを獲得した800mは予選で4位に終わり予選落ちし、1500mでは予選で2位となりわずかに決勝進出できず（この大会は予選1位のみが決勝に進出できたため）、さらに、3200m障害でも予選で惜しくも2位に終わり予選落ちし、ライトボディのオリンピックは終了した。